# Şamaxı
Şamaxı – miasto w Azerbejdżanie, stolica rejonu Şamaxı. 
W mieście rozwinął się przemysł winiarski oraz włókienniczy.

## Historia
Położone ok. 120 kilometrów na zachód od Baku, liczy 20000 mieszkańców (z tego 15000 to Azerowie). Znane od czasów rzymskich jako "Kamachia", szczyt znaczenia osiągnęło jako stolica Szyrwanu, obecnie jest głównie ośrodkiem o znaczeniu folklorystycznym.
Trzęsienia ziemi w Şamaxı miały miejsce w 1667, 1669, 1671, 1806, 1859 i 1872 roku. Otto Wilhelm Hermann von Abich po trzęsieniu ziemi w 1859 roku przewidział, że kolejne zniszczy miasto. Kolejne trzęsienie miało miejsce 31 stycznia?/13 lutego 1902. Szacuje się, że w wyniku trzęsienia ziemi zginęło 2000, a niektóre źródła podają że nawet 3000 osób. Zniszczenia objęły też okoliczne wioski.

## Nazewnictwo
Polska zwyczajowa nazwa miasta to Szemacha, ale nie została ujęta w Urzędowym wykazie polskich nazw geograficznych świata Komisji Standaryzacji Nazw Geograficznych poza Granicami Rzeczypospolitej Polskiej.

## Miasta partnerskie
- Iğdır, Turcja

## Kluby piłkarskie
- Şamaxı FK